# Adlai (Virginia Occidental)
Adlai es un área no incorporada ubicada en el condado de Pleasants, Virginia Occidental, Estados Unidos. Está catalogada como un asentamiento humano por la Junta de Nombres Geográficos de los Estados Unidos. Su número de identificación (ID) es 1553696. Se encuentra a 244 m s. n. m. (801 pies).

## Historia
Se estableció una oficina de correos en 1886 y permaneció en funcionamiento hasta 1926.